# Озеро призраков
«Озеро призраков» (англ. Ghost Lake) — американский фильм ужасов 2004 года режиссёра Джейя Вольфеля. Фильм вышел сразу на видео.

## Сюжет
Девушка Ребекка тяжело переживает смерть своих родителей (умерли от отравления газом) и при этом чувствует в этом определённую долю своей вины. После этого случая Ребекка возвращается в родной небольшой городок, в котором не была вот уже длительное время. Городок встречает её своей замкнутостью и странностью поведения жителей. Кроме этого в городе находится искусственно созданное озеро, при создании которого под воду ушло целое поселение с множеством людей. С тех времён теперь каждые 13 лет из озера выходят души умерших и забирают с собой живых людей. Ребекка приезжает в город как раз в период наступления этой даты.

## В ролях
| Актёр             | Роль           |
| ----------------- | -------------- |
| Татум Эдейр       | Ребекка Хастер |
| Тимоти Приндл     | Стэн Джеймс    |
| Грегори Ли Кенион | шериф Доббс    |
| Чак Франклин      | Доктор Блоч    |